# 利特爾福爾斯 (緬因州)
利特爾福爾斯（英語：Little Falls）是位於美國緬因州坎伯蘭縣的一個普查規定居民點。

## 人口
根據2020年美國人口普查的數據，利特爾福爾斯的面積為3.23平方千米，當中陸地面積為2.98平方千米，而水域面積為0.25平方千米。當地共有人口863人，而人口密度為每平方千米267.18人。